# Медаль Победы
Медаль Победы (англ. Victory Medal, Межсоюзническая Победная медаль) — памятные медали в честь победы в Первой мировой войне, которые были выпущены почти всеми союзническими странами.

## История
В ознаменование победы в Первой мировой войне, в союзнических странах-победительницах — Бельгии, Бразилии, Великобритании, Греции, Италии, Кубе, Португалии, Румынии, Сиаме, США, Франции, Чехословакии, Южно-Африканском Союзе и Японии были выпущены медали схожего дизайна и с одинаковой лентой.
Инициатором выпуска медали Победы был маршал Франции Фердинанд Фош, с апреля 1918 года бывший верховным главнокомандующим вооруженными силами Антанты, и один из организаторов вооруженной интервенции в Россию. По его предложению на Парижской мирной конференции все страны, участвовавшие в боевых действиях на стороне Антанты, должны были выпустить награды под общим названием «Медаль Победы».
Медали должны были изготавливаться из бронзы и иметь в диаметре 36 мм. На аверсе предполагалось изображение крылатой богини победы Ники, а на реверсе — названий государств-союзников или их гербов, а также девиза «Великая война во имя цивилизации» на языке соответствующей страны.
Лента устанавливалась единой для всех стран и представляла собой две соединённые между собой радуги с центральной красной полосой и фиолетовыми полосами по краям.

## Медали
| Медаль по государству | Дата учреждения         | Лицевая сторона | Оборотная сторона | Награждение | Описание |
| --------------------- | ----------------------- | --------------- | ----------------- | --- | --- |
| Бельгия               | 14 июля 1919            |                 |                   | Награждались все военнослужащие-участники Первой мировой войны, служившие с 1 августа 1914 года по 11 ноября 1918 года. Позднее круг лиц, подлежащих награждению этой медалью, расширялся: её получили белые и туземные войска, служившие в Африке, моряки торгового и рыболовного флотов Бельгии, а также гражданские лица, награждённые «Крестом депортированного».                                                                                               | Аверс: фигура крылатой богини Победы (Ники) с мечом в правой руке, стоящая на земном шаре. Реверс: в центре в лавровом венке герб Бельгии, по окружности расположены 9 щитов с гербами главных стран-союзниц: Франции, США, Японии, Румынии, Бразилии, Сербии, Португалии, Италии и Великобритании. Щиты наложены на две дубовые ветви. По окружности надпись на двух языках, французском и нидерландском: «LA GRANDE GVERRE POVR LA CIVILIZATION» и «DE GROOTE OORLOG TOT DE BESCHAVING» — «Великая война за цивилизацию». |
| Бразилия              | 22 июня 1923            |                 |                   | Для получения военнослужащий должен отслужить три месяца в вооружённых силах или совершать вылеты в зоны боевых действий. В указе особо упоминаются солдаты действительной службы, отправленные в Европу, бразильцы, воевавшие в союзных армиях, врачи и медсестры в полевых госпиталях, летчики, прошедшие обучение в Англии, и члены экипажей эскадры военных кораблей.                                                                                           | Аверс: изображение крылатой богини Победы в лавровом венке. В левой руке она держит пальмовую ветвь, в правой — лавровый венок. На заднем плане изображены лучи солнца. Реверс: круглая надпись в лавровом венке «GRANDE GUERRA PERA CIVILISAÇÂO» («Великая война за цивилизацию») с гербом Бразилии, окруженным гербами десяти союзников в центре. Вверху герб Соединённого Королевства, затем по часовой стрелке гербы Франции, США, Сербии, Черногории, Португалии, Италии, Бельгии, Японии и России.                    |
| Великобритания        | 1 сентября 1919         |                 |                   | Награждались все те, кто был награждён Звездой 1914 года или 1914—1915 годов, а также тем, кто был награждён Британской военной медалью. Отдельно не вручалась. Для награждения медалью требовалось, чтобы награждаемый служил в каком-либо виде вооруженных сил на театре боевых действий в период с 4 августа 1914 года по 11 ноября 1918 года. Отмеченные в донесениях также получали к ленте медали дубовую веточку. Было выпущено примерно 5725000 медалей.    | Аверс: фигура Ники в полный рост с поднятой левой рукой и пальмовой ветвью в правой. Реверс: Надпись «THE GREAT WAR FOR CIVILIZATION 1914—1919» («Великая война за цивилизацию»), окружённая лавровым венком. |
| Греция                | 22 сентября 1920        |                 |                   | Право на получение медали имели военнослужащие, раненые в бою, умершие от ран или погибшие в бою, а также прослужившие не менее трех месяцев на действительной службе (на македонском, русском или фракийском фронтах) до 17 июля 1920 года. Критерии для матросов предусматривали минимум один год службы в период с 14 июня 1917 года по 25 ноября 1918 года. | Аверс: идущая вперёд Ника с лавровым венком и оливковой ветвью в правой руке и левой, разбрасывающая лавровые венки. Реверс: на прямоугольном пьедестале младенец Геракл, борющийся со змеями, внизу даты 1914—1918; надписи: по окружности — Ο ΜΕΓΑΣ ΥΠΕΡ ΤΟΥ ΠΟΛΙΤΙΣΜΟΥ ΠΟΛΕΜΟΣ (Великая война за Цивилизацию), на пьедестале — ΣΥΜΜΑΧΟΙ ΚΑΙ ΕΤΑΙΡΟΙ (Союзники и партнёры), затем в два столбца названия стран-союзников.                                                                                                 |
| Италия                | 16 декабря 1920         |                 |                   | Учреждена в 1922 году для итальянских военнослужащих в память о победе в Первой мировой войне. | Аверс: изображение богини Победы, в колеснице, запряжённой четырьмя львами. Реверс: изображение факела свободы с вылетающими голубями, несущими оливковые ветви (символ мира), внизу надпись «GRANDE GUERRA PER LA CIVILITA» («Великая война за цивилизацию») и годы: MXMXIV MXMXVIII (1914—1918). |
| Куба                  | 10 июня 1922            |                 |                   | Медалью награждались все гражданские лица, солдаты, унтер-офицеры, офицеры и матросы, проходившие военную службу в кубинских вооружённых силах в период со дня объявления войны 7 апреля 1917 года по 13 января 1919 года. Врачи и средний медицинский персонал полевых госпиталей на фронте также имели право на получение медали. | Аверс: изображение крылатой богини Победы. В правой руке она держит меч, а в левой — факел. Реверс: надпись «LA GRAN GUERRA POR LA CIVILIZACION» («Великая война за цивилизацию») над кубинским гербом, справа и слева от него указаны названия стран-союзников. Фон образуют рельефные лавровые и дубовые листья. |
| Польша                | В зависимости от версии |                 |                   | Награждались польские военнослужащие, воевавшие на стороне стран Антанты. | Существовало несколько неофициально учреждённых медалей с разными дизайнами. |
| Португалия            | 15 июля 1919            |                 |                   | Медалью Победы награждались все португальские солдаты, мобилизованные для участия в Первой мировой войне, в том числе солдаты, интегрированные в Португальский экспедиционный корпус, Отдельный корпус тяжелой артиллерии и войска в Африке, участвовавшие в защите португальских колоний и завоевании немецких. Медали не вручались только военнослужащим, осуждённым военным трибуналом за совершение военных преступлений или понёсшие дисциплинарные взыскания. | Аверс: крылатая фигура Ники с цветком Мира в правой руке и лавровым венком в левой. Реверс: легенда медали с изображением национального герба и боевого креста. |
| Румыния               | 20 июля 1921            |                 |                   | Награждались все военнослужащие, которые в промежуток времени с 28 августа 1916 года по 31 марта 1921 года принимали участие в боевых действиях в составе воинских частей, а также работали в качестве полевых медиков. | Аверс: изображение богини Победы в полный рост, с расправленными крыльями, опущенным вниз мечом в правой руке и оливковой ветвью — в левой. Реверс: в центре, на фоне лаврового венка с секирой, надпись: MARELE RAZBOI PENTRU CIVILIZATIE («Всемирная война за Цивилизацию»), окружённая цепью с названиями стран-союзников. |
| Сиам                  | 1921                    |                 |                   | Награждались военнослужащие военного экспедиционного корпуса в Европе в 1917—1918 годах. | Аверс: в центре изображение Пхра Нарая (Рамы). Реверс: надпись в четыре строки: มหาสงครามเพื่ออารยธรรม («Великая война во имя цивилизации»), окружённая двойным украшенным кольцом. |
| США                   | 15 июля 1919            |                 |                   | Награждались военнослужащие Вооружённых сил, находившиеся на действительной службе с 6 апреля 1917 года по 11 ноября 1918 года, а также находившиеся в составе американских экспедиционных сил в европейской части России в период с 12 ноября 1918 года по 5 августа 1919 года или находившиеся в составе американских экспедиционных сил в Сибири в период с 23 ноября 1918 года по 1 апреля 1920 года.                                                           | Аверс: в центре — изображение крылатой богини Победы в венце с шипами, с щитом в левой руке и мечом — в правой. Реверс: в центре — малый герб США, с наложенным на него пучками фасций; вверху надпись GREAT WAR FOR CIVILIZATION («Великая война за цивилизацию») и названия стран-союзников; внизу —шесть пятиконечных звёзд. |
| Франция               | 20 июля 1922            |                 |                   | Учреждена в 1922 году для французских военнослужащих в память о победе в Первой мировой войне. | Аверс: крылатая богиня Победы с поднятыми вверх руками: в правой —оливковая ветвь, в левой — лавровый венок. Внизу — инициалы скульптора. Реверс: надпись «LA/GRANDE CUERRE/ POUR LA/ CIVILISATION/ 1914—1919» («Великая война за цивилизацию 1914—1918»), изображение фригийского колпака и буквы R.F. (Французская Республика). |
| Чехословакия          | 24 января 1919          |                 |                   | Награждались военнослужащие чешской революционной армией или легионов, воевавших в составе вооруженных сил Франции, Италии, Сербии или России. | Аверс: крылатая фигура богини Победы, с лавровой ветвью в правой руке и мечом в левой. У её ног — листья липы, национального символа Чехии. Реверс: в центре — щит с львом Богемии и гербом Словакии, сбоку — «1914» и «1919», по кругу надпись на чешском «SVETOVA VALKA ZA CIVILISACI» («Великая война за цивилизацию»). |
| Южная Африка          | 1 сентября 1919         |                 |                   | Аналогичны британской версии. | Аверс: изображение крылатой фигуры Ники с вытянутой вперёд левой рукой и пальмовой ветвью в правой. Реверс: сверху и снизу в три строчки надписи «THE GREAT WAR FOR CIVILISATION» и «DE GROTE OORLOG VOOR DE BESCHAVING» на английском и голландском языках соответственно, с датой «1914-1919», окружённые лавровым венком. |
| Япония                | 17 сентября 1920        |                 |                   | Награждались военнослужащие, служившие в период с 23 августа 1914 года по 9 января 1920 года. | Аверс: фигура японского бога войны Такэмикадзути с мечом. Реверс: изображение цветка сакуры, внутри — земной шар, окруженный флагами Японии, Соединённых Штатов, Англии, Италии и Франции. Ниже — названия каждой страны-союзника, а по краям — иероглифы, что в переводе «Великая война во имя защиты цивилизации, с 3-го года Тайсё по 9-й год Тайсё». |